# Caza Tri-Droide
Los Tri-Fighters son unos droides del universo de la Guerra de las Galaxias.
Estos enormes cazas de la Federación de Comercio, que en potencia y tamaño equivalen perfectamente a doce cazas droide, fueron puestos en servicio por los separatistas bastante avanzadas las Guerras Clon.
Poseían como armamento tres cañones secundarios y uno primario entre los dos fotorreceptores. Era sumamente ágil y un enemigo ejemplar para los cazas de la República Galáctica.
Fue diseñado y construido por los colicoids, una especie manufacturadora de androides de batalla, los mismos que crearon a los droidekas.
En la batalla de Coruscant se vieron muchos de estos, así como en la invasión a Orto y muchos otros planetas que sufrieron los embates de las Guerras Clon.
- Datos: Q11680632